# Руїни замку Гланегг
Замок Гланегг (нім. Burg Glanegg) стоїть над долиною річки Глан біля громади Гланегг округу Фельдкірхен землі Каринтія Австрії. Замок є третім за розмірами замком Австрії після замку Гохостервіц і фортеці Ландскрона і призначався для контролю долини річки.

## Історія
На момент першої згадки 1121 замок належав герцогу Каринтії Генріху ІІІ. Після його смерті перейшов до графа Бернарда фон Шпангайма, який заповів його племіннику, маркграфу Штирії Оттокару ІІІ. Після його смерті 1192 син Оттокар IV віддав замок герцогу Леопольду V. Замок пошкодили турки в час нападів (1473–1478), але не змогли захопити. На 1534 замок перейшов до короля Фердинанда I, який через борги передав його Ульріху ІІ фон Ернау. Той розбудував замок, що перейшов 1588 у повне володіння його спадкоємців. На 1713 рік замок дістався графу Штампферу і в час війн шостої коаліції був посилений 1813, але бойових дій не дочекався. Через п'ять років його купив пан фон Оссіах, передавши його у весільний дарунок доньці Жозефіні. На 1860 замок належав виноторговцю і меру Брегенцу Антону Кінцу, від коли розпочався його занепад. Ймовірно, наприкінці ХІХ ст. декотрі частини замку були ще житловими. Сьогодні він належить родині Цвіллінг. Громада Гланеггу орендувала замок у 1996 року на 25 років і передала товариству "Burgverein Glanegg" для реновації.

## Джерела

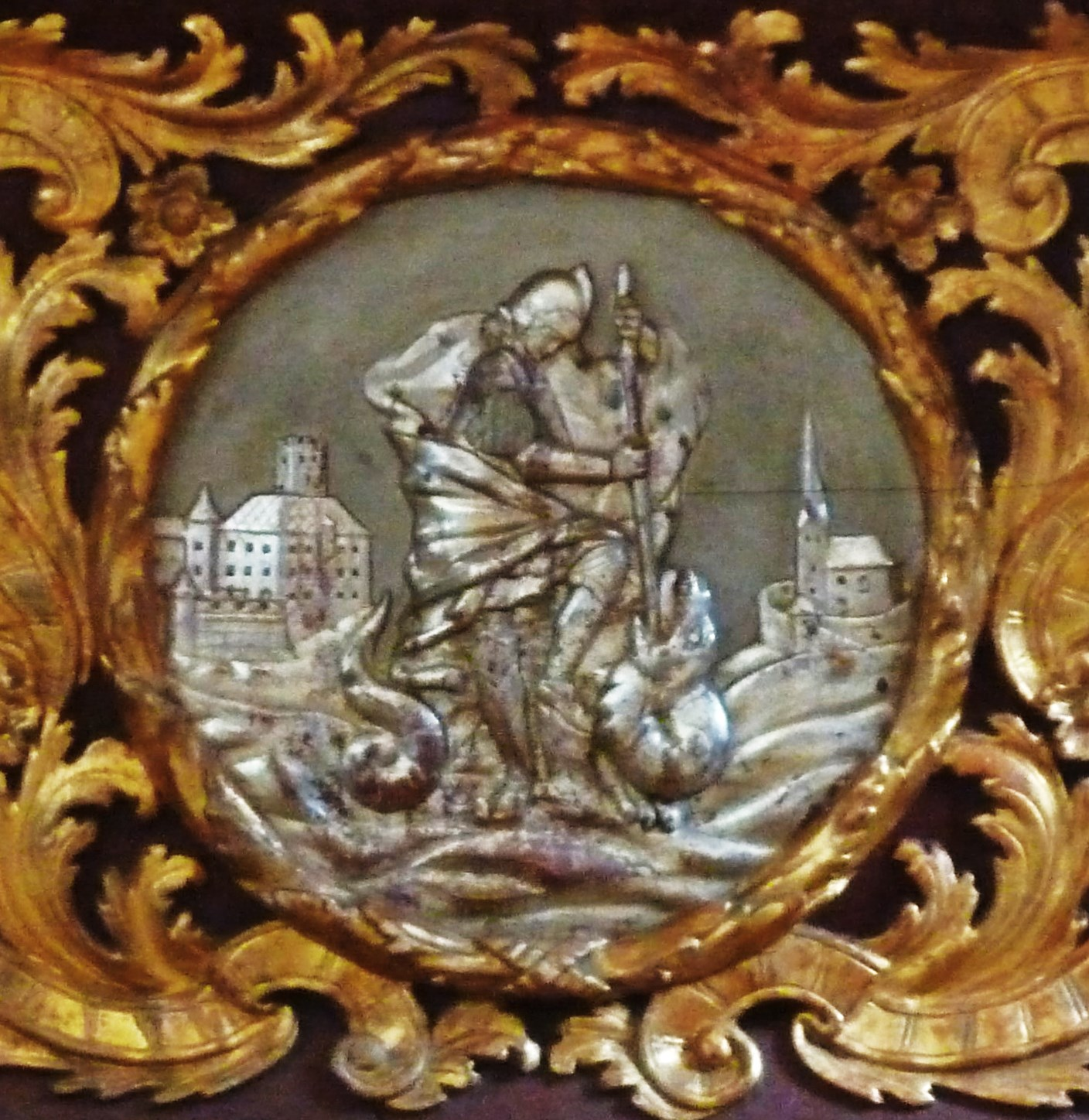
Медальйон. Праворуч зображено замок Гланегг

## Виноски
- Glanegg (Kärnten)(нім.)
- Burgruine Glanegg(нім.)